# Pruitt–Igoe

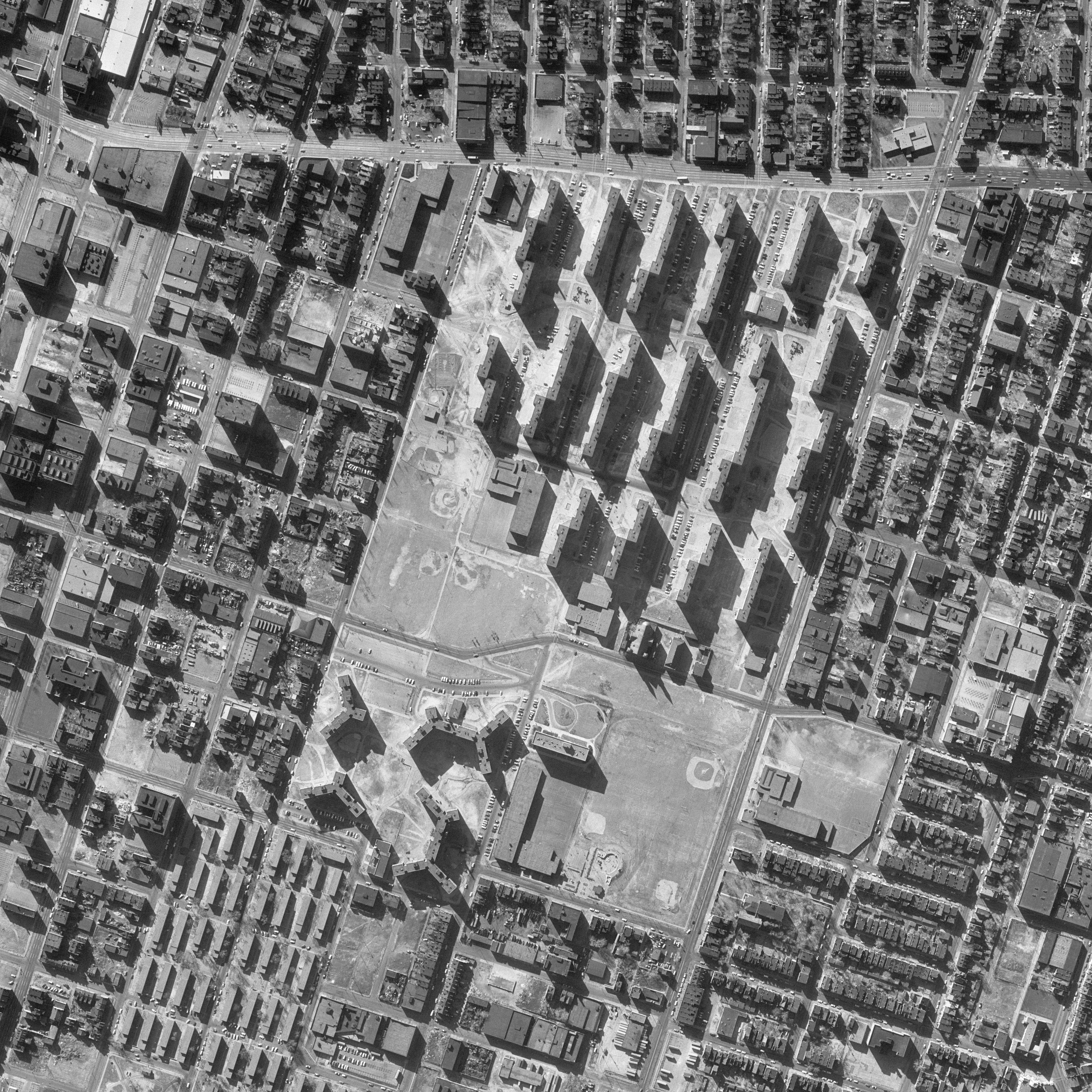
Het Pruitt–Igoe complex vanuit de lucht

Pruitt–Igoe was een nieuwbouwwoonwijk in de Amerikaanse stad Saint Louis, bestaande uit 33 gebouwen. Elke flat was 11 verdiepingen hoog, de gebouwen bevatten samen in totaal 1870 appartementen.
Pruitt-Igoe werd gebouwd tussen 1954 en 1956. Het was ontworpen door Minoru Yamasaki en de bouw kreeg veel aandacht in de internationale pers. Het complex was echter geen lang leven beschoren. Al kort na de oplevering begon de woonsituatie er te verslechteren. Tegen het einde van de jaren 1960 was er in de wijk een grote mate van armoede, criminaliteit en segregatie. Vanaf 1972, nog geen 16 jaar na de oplevering, werd de woonwijk daarom weer gesloopt. Het mislukken van het project wordt in Amerika aangehaald in discussies over woningcorporaties en door overheden gefinancierde huurwoningen.

## Voorgeschiedenis
Het project kende een lange voorgeschiedenis, die begon toen in 1876 de stad Saint Louis en de gelijknamige county werden gescheiden. Saint Louis als stad groeide snel, maar het land erbuiten was nog vrijwel onbebouwd. Bij de scheiding werd een strikte grens aangegeven tot waar de stad nog kon groeien.
Na de Tweede Wereldoorlog verlieten steeds meer blanke middenklassegezinnen de dicht bebouwde stad. In de huizen die ze achterlieten in het stadscentrum kwamen vooral arme Afro-Amerikanen te wonen. Om dit tegen te gaan werd besloten tot het herontwikkelen van de woonwijken nabij het stadscentrum. De Housing Act of 1949 stelde het bestuur van Saint Louis in staat om door de gemeente gefinancierde huurwoningen te realiseren. Tegen 1950 had Saint Louis toestemming om 5800 van dit soort public housing units te bouwen.

## Ontwerp en bouw

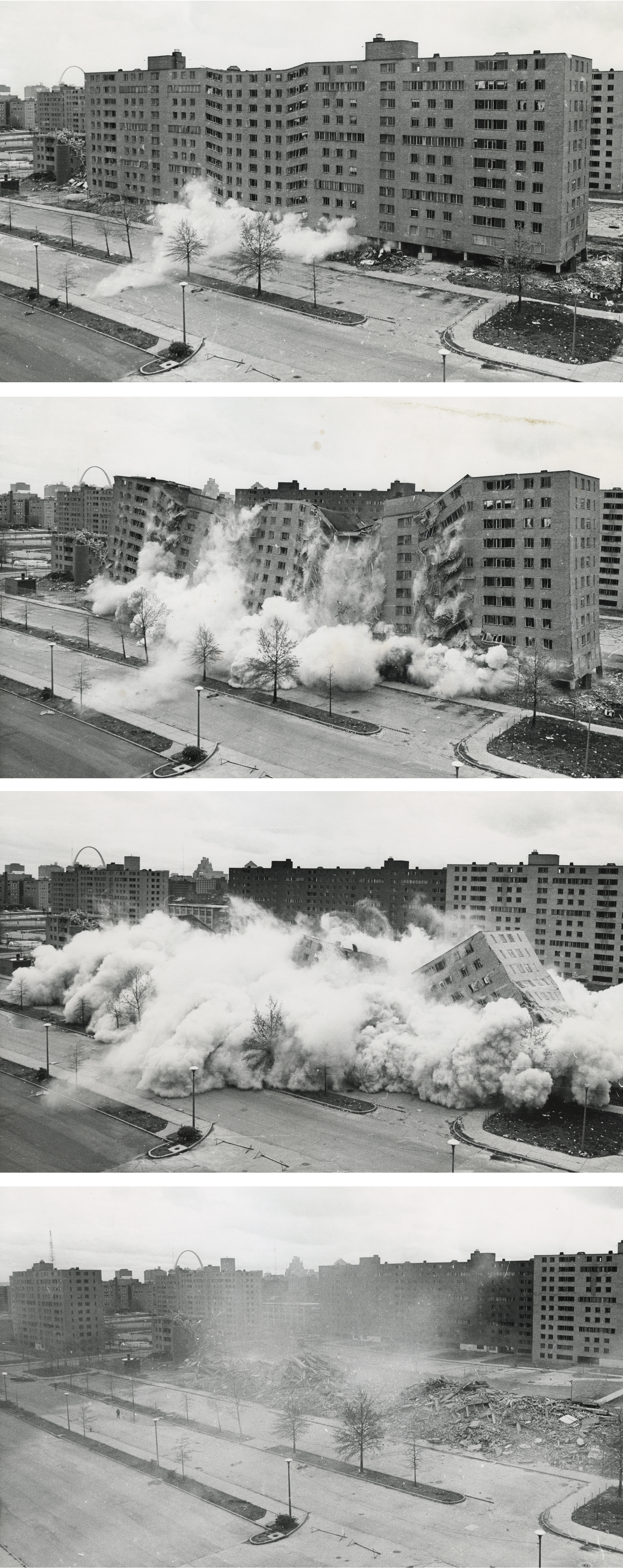
April 1972; het tweede gebouw wordt gesloopt.

In 1950 kreeg aannemingsbedrijf Leinweber, Yamasaki & Hellmuth opdracht tot het ontwerpen van een woonwijk. Deze werd Pruitt–Igoe genoemd, naar Wendell O. Pruitt en William L. Igoe. Oorspronkelijk zou de nieuwbouwwijk uit twee gedeelten bestaan; de 'Captain W. O. Pruitt'-wijk voor Afro-Amerikanen en het 'William L. Igoe' deel voor blanken.
Voor architect Minoru Yamasaki was het zijn eerste grote solo-opdracht. Het eerste ontwerp bleek financieel niet haalbaar. Yamasaki ontwierp daarom de flatgebouwen van 11 verdiepingen. In 1951 werd hij door het Architectural Forum geprezen voor dit ontwerp.
In 1955 was Pruitt-Igoe grotendeels compleet. Het complex telde 33 gebouwen op een 23 hectare groot gebied. Het was een van de grootste nieuwbouw woonwijken in de Verenigde Staten. Het hele complex had 36 miljoen dollar gekost; 60% meer dan wat toen in de Verenigde Staten gemiddeld werd uitgegeven voor dergelijke complexen. De wijk werd bij de oplevering gezien als het begin van de vernieuwing van het centrum van Saint Louis.

## Verval en sloop
In 1956, nog geen jaar na de oplevering, besloot de staat Missouri tot de invoering van een wet die rassenscheiding in appartementencomplexen verbood. Hierdoor was het oorspronkelijke plan om de wijk op te delen in een wit en een zwart gedeelte niet uitvoerbaar.
Het gebouw bleef grotendeels onbewoond, bronnen spreken van 33 tot 60 procent leegstand, eind jaren 1960 was Pruitt-Igoe vrijwel geheel verlaten. Door de leegstand raakte het complex snel in verval en trok het veel criminaliteit aan. Vanaf 1968 begon het Department of Housing mensen aan te raden om Pruitt-Igoe te verlaten. In 1971 woonden er nog maar 600 mensen in 17 gebouwen van de wijk. De andere 16 gebouwen waren toen reeds dichtgespijkerd.
Eind 1971 gaven de staat en de federale autoriteiten toestemming om twee flats te slopen. Na maanden voorbereiding werd op 16 maart 1972 het eerste gebouw opgeblazen met behulp van explosieven. Op 22 april volgde het tweede. Van de sloop werd uitgebreid verslag gedaan door televisiezenders. In de jaren erna bleken plannen om Pruitt-Igoe te renoveren niet haalbaar, de overige gebouwen werden vervolgens een voor een gesloopt.

## Nasleep
De oorzaken van de mislukking het project blijven onderwerp van discussie. Doorgaans wordt het vooral als een architectonische mislukking gezien, maar ook het economisch verval van Saint Louis, de massale trek van blanke bewoners naar de buitenwijken en politieke tegenwerking worden als redenen aangewezen.
Beeldmateriaal van de sloop van het tweede gebouw werd verwerkt in de film Koyaanisqatsi.
Het grondgebied van Pruitt-Igoe werd grotendeels in gebruik genomen voor de bouw van een basisschool, een middelbare school en de Pruitt Military Academy.

## Afbeeldingen

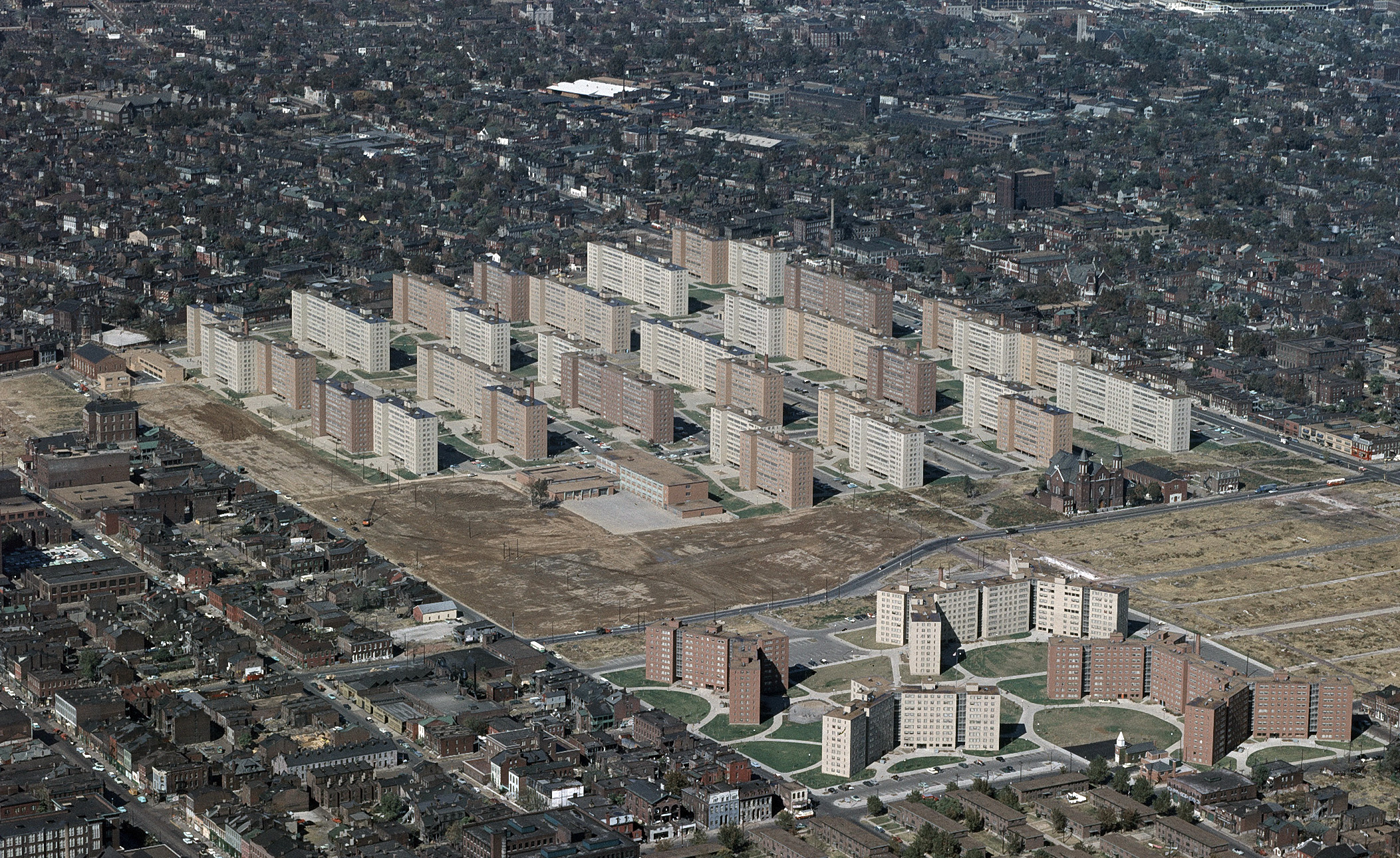
De 33 gebouwen die samen Pruitt en Igoe vormden
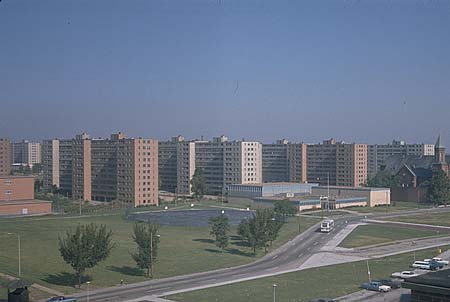
Overzicht
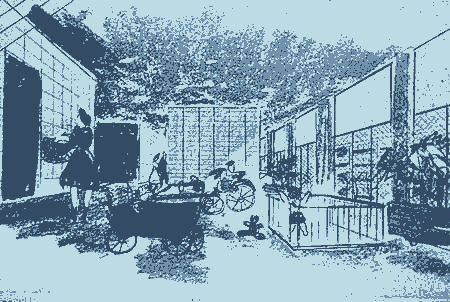
Tekening van een gemeenschappelijke ruimte in Pruitt-Igoe